# Зухурдинов, Баховадин Абдулсаидович
Зухурди́нов Баховади́н Абдулсаи́дович (род. 30 сентября 1946, Сталинабад) — советский, таджикистанский архитектор; главный архитектор Душанбе, председатель Госстроя Таджикистана (1992—2003), президент Академии архитектуры и строительства Республики Таджикистан (с 2005).

## Биография
В 1961 году окончил 7 классов средней школы № 10 им. С.Айни (Душанбе), в 1966 с отличием — Душанбинское художественное училище. С 1966 года учился на архитектурном отделении Таджикского политехнического института, с 1969 — в Московском архитектурном институте, который окончил в 1972 году.
В 1972—1977 годы преподавал на архитектурном отделении Таджикского политехнического института. В 1977—1990 годы работал в проектном институте Душанбегипрогор (старший архитектор, руководитель группы, главный архитектор проекта, главный архитектор института); в 1982 году окончил курсы переподготовки в Московском архитектурном институте.
С 1990 года — главный архитектор Душанбе, заместитель председателя Госстроя Таджикской ССР. В 1992—2003 годы — председатель Госстроя Таджикистана, заместитель председателя Национального исполнительного Комитета по населённым пунктам (Хабитат); в 2003—2005 — директор департамента архитектуры и строительства, заместитель председателя Госстроя Таджикистана.
С 2005 года — президент Академии архитектуры и строительства Республики Таджикистан.

### Семья
Отец — Абулсаид Зухурдинов (1903—1959, Душанбе), юрист; мать — Мухарама Алимарданова (? — 1978, Душанбе).
Жена - Зебиниссо Усмановна Курбанова;
- дочь - Зарина Курбанова

Жена — Дильбар Рахмановна Курбанова; 
- сыновья — Зухур, Бехзод.

## Архитектор
В числе его реализованных проектов — Дворец Нации, Мемориальный комплекс с монументом И.Сомони, мемориальный комплекс «Родина Мать» (Душанбе, 1975), надгробный мавзолей поэту Мирзо Турсун-Заде, чайхана Саодат (1984), Душанбе-Плаза, Музей археологии и этнографии, Амфитеатр на 3000 мест, монумент «2700-летие Куляба», Дом дружбы в Австрии, Вычислительный центр Госснаба, жилой дом Пойтахт-80 (2007), фонтан в сквере Бустон (Душанбе) и многие другие.
Действительный член Международной академии архитектуры, Академии стран Востока, Инженерной академии Таджикистана.

## Награды
- бронзовая медаль ВДНХ СССР (1984)[8]
- Заслуженный строитель Таджикистана[2]
- Государственная премия Абу Абдулло Рудаки в области литературы искусства и архитектуры[2]
- Международная премия им. Коваля
- Почётный строитель Ташкента
- Орден Дружбы народов Республики Таджикистан
- Почётная грамота Президента Республики Таджикистан.